# Електронне керування дросельною заслінкою

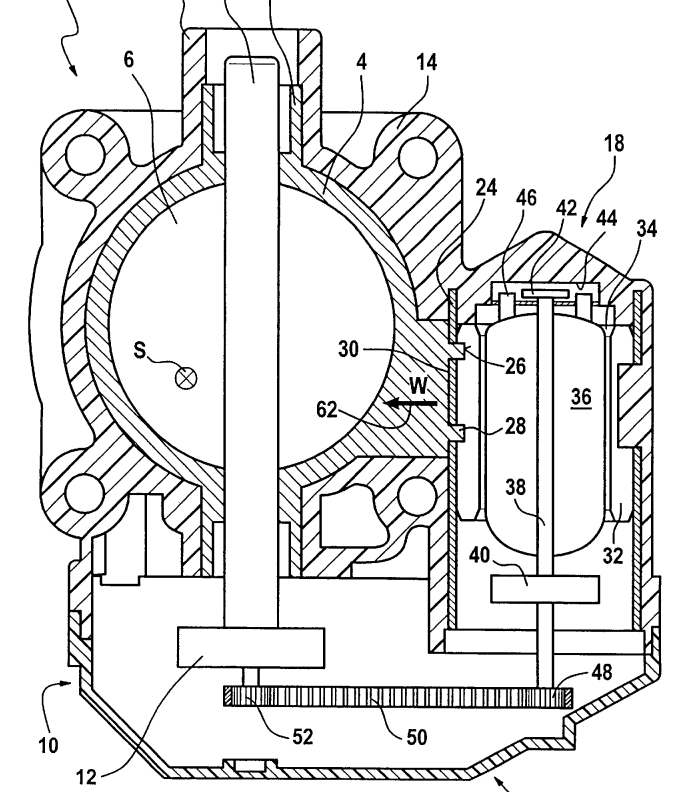
Корпус дросельної заслінки з інтегрованим електроприводом

Електронне керування дросельною заслінкою (англ. Electronic throttle control, ETC) — автомобільна технологія, яка електронним способом «з'єднує» педаль акселератора з дросельною заслінкою, замінюючи механічний зв'язок. Цю концепцію часто називають приводом за дротом, а іноді називають прискоренням за дротом або дроселем за дротом. Типова система ETC складається з трьох основних компонентів: (i) модуля педалі акселератора (ідеально з двома або більше незалежними датчиками), (ii) дросельної заслінки, яку можна відкривати та закривати за допомогою електродвигуна (іноді його називають електричним). або електронний корпус дросельної заслінки (ETB)), і (iii) трансмісія або модуль керування двигуном (PCM або ECM). ECM — це тип електронного блоку керування (ECU), який є вбудованою системою, яка використовує програмне забезпечення для визначення необхідного положення дросельної заслінки шляхом розрахунків на основі даних, виміряних іншими датчиками, зокрема датчиками положення педалі акселератора, датчиком швидкості двигуна, датчиком швидкості автомобіля, і перемикачі круїз-контролю. Потім електродвигун використовується для відкриття дросельної заслінки на потрібний кут за допомогою замкнутого алгоритму керування в ECM.
Переваги електронного керування дросельною заслінкою майже не помічають більшість водіїв, оскільки мета полягає в тому, щоб характеристики трансмісії автомобіля були бездоганно узгодженими незалежно від переважаючих умов, таких як температура двигуна, висота над рівнем моря та навантаження на аксесуари. Електронне керування дросельною заслінкою також працює «за лаштунками», щоб значно покращити легкість, з якою водій може виконувати перемикання передач і справлятися із різкими змінами крутного моменту, пов'язаними зі швидкими прискореннями та уповільненнями.
Електронне керування дросельною заслінкою полегшує інтеграцію таких функцій, як круїз-контроль, контроль тяги, контроль стабільності, системи попереднього зіткнення та інші, які вимагають управління крутним моментом, оскільки дросельну заслінку можна рухати незалежно від положення педалі акселератора водія. ETC забезпечує певні переваги в таких сферах, як контроль співвідношення повітря і палива, викиди вихлопних газів і зниження споживання палива, а також працює разом з іншими технологіями, такими як безпосереднє вприскування бензину.